# Sri Aurobindo
Aurobindo Akroyd Ghosh ou Ghose (em bengali:  অরবিন্দ ঘোষ Ôrobindo Ghosh), (Calcutá, 15 de agosto de 1872 – Puducherry, 5 de dezembro de 1950), mais tarde conhecido como Sri Aurobindo (em bengali:  শ্রী অরবিন্দ Sri Ôrobindo), foi filósofo, yogi, guru, poeta e nacionalista indiano.  Ele se juntou ao Movimento de independência da Índia dos domínios britânicos, e, durante algum tempo foi um dos seus líderes mais influentes. Em momento posterior, tornou-se um reformador espiritual, apresentando suas visões sobre o progresso humano e a evolução espiritual.
Durante o serviço civil indiano, Aurobindo estudou no King's College, em Cambridge, Inglaterra. Depois de voltar para a Índia, ele assumiu várias funções civis sob o marajá do estado principesco de Baroda e se envolveu cada vez mais na política nacionalista e no movimento revolucionário nascente em Bengala. Ele foi preso após vários atentados a bomba ligados à sua organização, mas em um julgamento altamente público em que enfrentou acusações de traição, Aurobindo só pode ser condenado e preso por escrever artigos contra o domínio britânico na Índia. Ele foi libertado por não haver nenhuma prova de seus crimes após o assassinato de uma testemunha de acusação durante o julgamento. Durante sua permanência na prisão, ele teve experiências místicas e espirituais, o que o levou a se mudar para Pondicherry, deixando a política para se dedicar ao trabalho espiritual.
Durante sua estada em Pondicherry, Sri Aurobindo desenvolveu um método de prática espiritual chamado Integral Yoga. O tema central de sua visão foi a evolução da vida humana em uma vida divina. Ele acreditava em uma percepção espiritual que não apenas liberava o homem, mas transformava sua natureza, permitindo uma vida divina na Terra. Em 1926, com a ajuda da sua colaboradora espiritual, Mirra Alfassa (referido como "A Mãe"), ele fundou o Ashram Sri Aurobindo.
Suas principais obras literárias são The Life Divine, que trata dos aspectos teóricos do Yoga Integral; Síntese do Yoga, que trata da orientação prática para o Yoga Integral; e Savitri: A Legend and a Symbol, um poema épico. Seus trabalhos também incluem filosofia, poesia, traduções e comentários sobre os Vedas, Upanishads e o Bhagavad Gita. Ele foi indicado para o Prêmio Nobel de Literatura em 1943 e para o Prêmio Nobel da Paz em 1950.

## Conversão da política para a espiritualidade

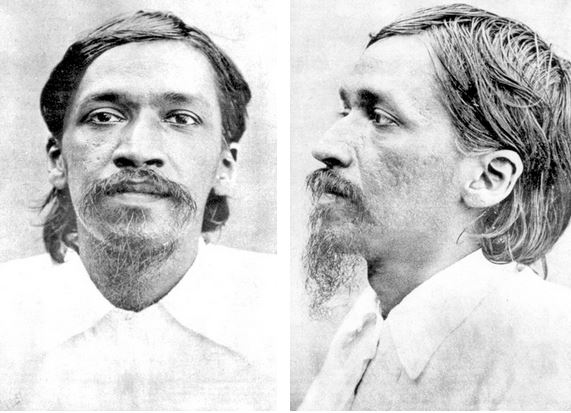
Fotografia de Aurobindo na prisão Alipore, 1908.

Em julho de 1905, o vice-rei da índia, George Curzon, 1.° Marquês Curzon de Kedleston, dividiu Bengala. Isso provocou uma onda de raiva pública contra os britânicos, levando a uma agitação civil e uma campanha nacionalista feita por grupos de revolucionários, que incluíam Aurobindo. Em 1908, Khudiram Bose e Prafulla Chaki tentaram matar Magistrate Kingsford, um juiz conhecido por condenar sentenças particularmente severas contra nacionalistas. No entanto, a bomba lançada em sua carruagem de cavalo errou o alvo e, em vez disso, atingiu outra carruagem e matou duas mulheres britânicas - a esposa e filha do advogado Pringle Kennedy. Aurobindo também foi preso sob a acusação de planejar e supervisionar o ataque. Aurobindo foi sentenciado a pena de prisão solitária na prisão Alipore. O julgamento do caso Alipore Bomb durou um ano, e ele acabou sendo absolvido em 6 de maio de 1909.
Durante este período no Presídio, sua visão da vida mudou radicalmente devido a experiências espirituais. Consequentemente, seu objetivo passou a ser muito mais amplo do que a libertação do país. Aurobindo disse que foi "visitado" por Swami Vivekananda na Cadeia Alipore: "É um fato que eu estava ouvindo constantemente a voz de Vivekananda falando comigo por uma quinzena na cadeia em minha meditação solitária e senti sua presença."
Em suas notas autobiográficas, Aurobindo disse que sentiu uma grande sensação de calma quando voltou pela primeira vez à índia. Ele não pôde explicar isso e continuou a ter várias experiências desse tipo de tempos em tempos. Ele não sabia nada de yoga naquela época e começou sua prática sem professor, exceto por algumas regras que ele aprendeu com Ganganath, um amigo que era um discípulo de Brahmananda. Em 1907, Barin apresentou Aurobindo a Vishnu Bhaskar Lele, um iogue maharashtriano. Aurobindo foi influenciado pela orientação que recebeu do iogue, que havia instruído Aurobindo a se guir por meio de um guia interior e que qualquer tipo de guru ou orientação externa não seria necessário.
Em 1910, Aurobindo se retirou de todas as atividades políticas e se escondeu em Chandannagar, na casa de Motilal Roy, enquanto os britânicos tentavam processá-lo por insurreição, com base em um artigo assinado intitulado "Aos meus compatriotas", publicado em Karmayogin. Como Aurobindo desapareceu de vista, o mandado foi retido e a acusação adiada. Aurobindo manobrou a polícia em ação aberta e um mandado foi emitido em 4 de abril de 1910, mas não pôde ser executado porque naquela data ele havia chegado a Pondicherry, então uma colônia francesa. Sendo assim, o mandado contra Aurobindo foi retirado.

## Pensamento

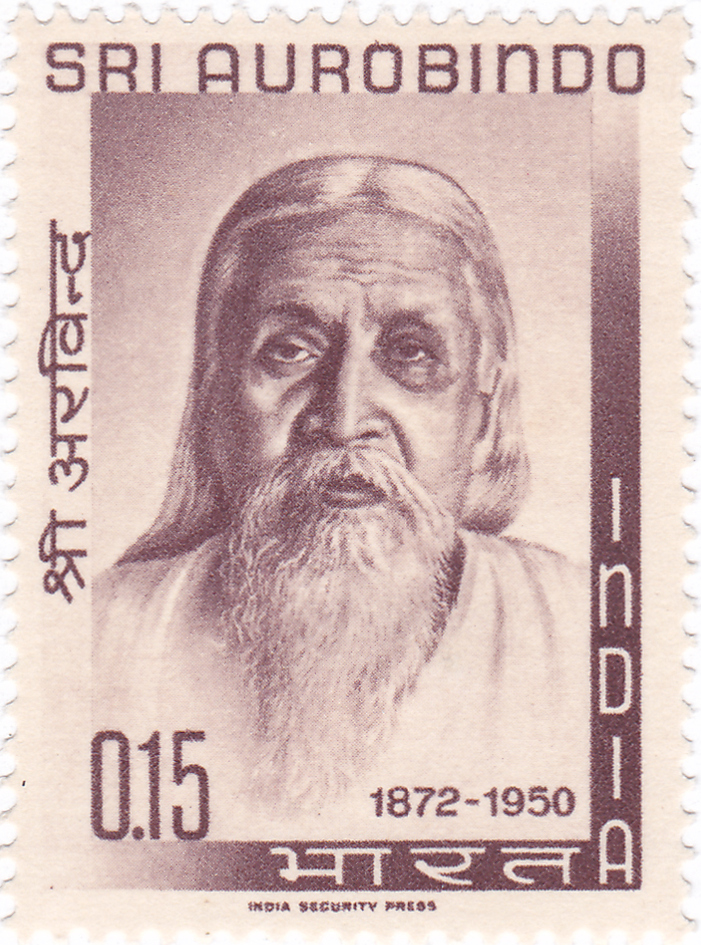
Sri Aurobindo em um selo indiano, de 1964.

A Yoga integral, também chamada de ioga supramental, é a filosofia e prática baseadas em yoga de Sri Aurobindo e A Mãe (Mirra Alfassa). Aurobindo define o termo ioga como um esforço metodizado para a auto perfeição por meio da expressão das potencialidades latentes no ser - uma união do indivíduo humano com a existência universal e transcendente que é vista parcialmente como expressões nos humanos e no cosmos. Como ideia de ioga, esse Espírito se manifesta em um processo de involução. O processo inverso da evolução é levado a uma manifestação completa do espírito. De acordo com Sri Aurobindo, o status atual da evolução humana é um estágio intermediário na evolução do ser, que está a caminho do desdobramento do espírito e da auto revelação da divindade em todas as coisas. Yoga é uma evolução rápida e concentrada do ser, que pode ter efeito em uma vida, enquanto a evolução natural não assistida levaria muitos séculos ou muitos nascimentos. Sri Aurobindo sugere um grande programa chamado sapta chatushtaya (sete quadrados) para auxiliar essa evolução.

### As duas percepções comuns da vida e realidade
Sri Aurobindo postula que existem duas visões extremas da vida, a materialista e a asceta.
Ele compreende que os materialistas só aceitariam a existência de matéria ou força e negariam qualquer outra coisa, e em seu argumento encontrariam algo que não é cognoscível (aquilo que escaparia do pensamento e fala) como uma ilusão ou alucinação. Essa afirmação dos materialistas baseia-se na associação do real com o materialmente perceptível e torna-se fundamento para todos os argumentos. Devido à noção acima, os materialistas recusariam qualquer investigação adicional, portanto nunca tendo um entendimento satisfatório.
Ele recomenda que a única maneira de reconciliar a mente materialista com a outra verdade seria atravessar as camadas da consciência interna, seja pela análise objetiva da vida e da mente quanto à matéria ou pela síntese e iluminação subjetivas, chegar a um estado da última palavra. unidade sem negar a energia da multiplicidade expressiva do universo.
Aurobindo postula que o mundo atual está em um estado de materialismo racionalista, e acha que esse movimento racionalista serviu à humanidade de um modo positivo, purificando o intelecto dos dogmas, superstições abrindo caminho para um melhor avanço da Humanidade.  Sri Aurobindo acha que a raiz deste movimento científico é uma busca de conhecimento, devido a essa raiz o movimento não se deteria e seu progresso é um sinal claro de que ele levaria adiante para alcançar a outra parte do conhecimento que os vedantins tinham descoberto de uma maneira diferente.
Já os ascetas somente aceitariam o espírito e denominariam o restante como substância mecânica ou energia não inteligente, levando a acreditar que a realidade é uma ilusão de sentidos. Sri Aurobindo escreve que quando a mente se retrai de atividades externas e tem experiência de silêncio, surge uma poderosa experiência convincente a qual indica que apenas o eu puro ou não-ser é real, levando os ascetas a desconsiderar o mundo exterior. Ele acha isso uma revolta de espírito sobre a matéria, que foi tornada famosa pelo budismo, afirmando que é impossível encontrar uma solução no mundo que seja denominada de natureza dual, levando ao Nirvana, Brahmaloka ou Goloka. De acordo com Aurobindo, que esta abordagem está lentamente chegando ao fim e teve sua importância como parte da evolução, mas é bem diferente do que estava presente durante o período védico.
Sri Aurobindo acha que um compromisso entre as duas abordagens seria uma barganha e não uma verdadeira reconciliação. Para ele, ambas as cosmovisões são diferentes estados de realidade com afirmações opostas. De acordo com Sri Aurobindo, a experiência mais elevada da realidade é uma existência consciente, uma Inteligência suprema; Ele acha que uma inteligência e experiência liberadas trariam a mais alta compreensão da realidade.

## Influência

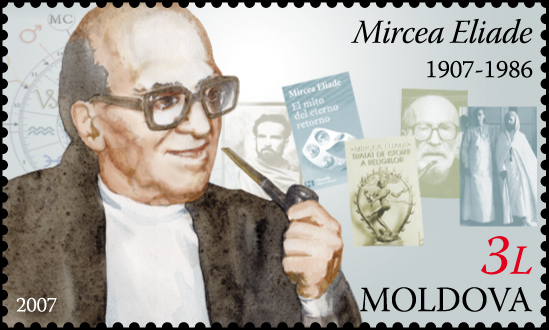
Mircea Eliade foi um dos autores influenciados por Aurobindo.

A influência de Aurobindo tem sido ampla. Na Índia, S. K. Maitra, Anilbaran Roy e D. P. Chattopadhyaya comentaram o trabalho de Sri Aurobindo. Escritores ligados à variados tipos de esoterismo como Mircea Eliade, Paul Brunton e René Guénon, viam-no como um representante autêntico da tradição espiritual indiana.
Haridas Chaudhuri e Frederic Spiegelberg estão entre os inspirados por Aurobindo, que trabalhou na recém-formada Academia Americana de Estudos Asiáticos, em São Francisco. Logo depois, Chaudhuri e sua esposa Bina estabeleceram a Bolsa de Integração Cultural, da qual mais tarde surgiu o Instituto de Estudos Integrais da Califórnia.
Sri Aurobindo influenciou Subhas Chandra Bose a tomar uma iniciativa de dedicar tempo integral ao Movimento Nacional Indiano. Bose escreve: "O exemplo ilustre de Arabindo Ghosh aparece muito antes de minha visão. Sinto que estou pronto para fazer o sacrifício que esse exemplo exige de mim".
Karlheinz Stockhausen foi fortemente inspirado pelos escritos de Satprem sobre Sri Aurobindo durante uma semana em maio de 1968, época em que o compositor passava por uma crise pessoal e descobrira que as filosofias de Sri Aurobindo eram relevantes para seus sentimentos.
Jean Gebser reconheceu a influência de Sri Aurobindo em seu trabalho e se referiu a ele várias vezes em seus escritos.
Depois de conhecer Sri Aurobindo em Pondicherry em 1915, o autor e artista dinamarquês Johannes Hohlenberg publicou um dos primeiros títulos de Yoga na Europa e mais tarde escreveu dois ensaios sobre Sri Aurobindo. Ele também publicou trechos de The Life Divine na tradução dinamarquesa.
William Irwin Thompson viajou para Auroville em 1972, onde conheceu "A Mãe". Thompson chamou o ensinamento de Sri Aurobindo sobre espiritualidade de "anarquismo radical" e "abordagem pós-religiosa", e considera que seu trabalho "chegou novamente à cultura da Deusa da pré-história e, nos termos de Marshall McLuhan," culturalmente recuperado "os arquétipos do xamã e da fada sábia ..."
As ideias de Sri Aurobindo sobre a evolução futura das capacidades humanas influenciaram o pensamento de Michael Murphy - e indiretamente, o movimento do potencial humano, através dos escritos de Murphy.
O filósofo americano Ken Wilber chamou Sri Aurobindo de "o maior sábio filósofo moderno da Índia".